# ابن نجيد السلمي
ابن نجيد السّلمِيّ، وهو أَبُو عَمْرو إِسْمَاعِيل بن نجيد بن أَحْمد بن يُوسُف بن سَالم بن خَالِد السّلمِيّ النيسابوري، أحد علماء أهل السنة والجماعة ومن أعلام التصوف السني في القرن الرابع الهجري، قال عنه حفيده أبو عبد الرحمن السلمي: «كَانَ من أكبر مَشَايِخ وقته لَهُ طَريقَة ينْفَرد بهَا من تلبيس الْحَال وصون الْوَقْت»، وقال عنه أبو القاسم القشيري بأنه «كان كبير الشأن»، ووصفه الذهبي بأنّه: «الشيخ الإمام القدوة المحدث الرباني شيخ نيسابور، كبير الطائفة ومُسند خراسان[ ؟ ]». ولد سنة 272 هـ، وصحب أَبَا عُثْمَان الْحِيرِي وَهُوَ من كبار أَصْحَابه وَهُوَ آخر من مَاتَ من أَصْحَابه، وَلَقي الْجُنَيْد. سمع الحَدِيث وَرَوَاهُ وَأسْندَه، وَكَانَ ثِقَة. توفي في ربيع الأول سنة 366 هـ الموافق 977، وقيل في سنة 365 هـ.

## من روى عنهم ورووا عنه
سمع من أبا مسلم الكجي، وعبد الله بن أحمد بن حنبل، ومحمد بن أيوب البجلي، ومحمد بن إبراهيم البوشنجي، وإبراهيم بن أبي طالب، وعلي بن الجنيد الرازي، وجعفر بن أحمد بن نصر وجماعة. وحدّث عنه: حفيده أبو عبد الرحمن السلمي، وأبو عبد الله الحاكم، وأبو نصر أحمد بن عبد الرحمن الصفار، وعبد الرحمن بن حمدان النصروي، وعبد القاهر بن طاهر الأصولي، وأبو نصر عمر بن قتادة، وأبو العلاء صاعد بن محمد القاضي، وأبو نصر محمد بن عبدش، وأبو حفص عمر بن مسرور وآخرون.

## من أقواله
- من ضيع في وقت من أوقاته فريضة افترضها الله عليه حرِم لذَّة تلك الفريضة، ولو بعد حين.[2]
- لا يصفو لأحد قدم في العبودية حتى تكون أفعاله عنده كلها رياء وأحواله كلها عنده دعاوى.[3]